# Parc public Friedrichshain
Le parc public Friedrichshain (Volkspark Friedrichshain) est un espace vert situé à Berlin. C'est l'origine du nom du quartier où il se situe. Il a une superficie de 49 hectares et a été aménagé pour la première fois en 1846, d'après un plan de Peter Joseph Lenné. Il possède plusieurs monuments dont le mémorial des soldats polonais et des antifascistes allemands.
La fontaine des contes (Märchenbrunnen), inspirée des textes des frères Grimm est remarquable par la multitude des personnages tirés des écrits des deux frères. La « montagne de gravats », elle, recouvre un des nombreux bunkers anti-aériens (Tour de Flak) qui en fait une des montagnes du diable (Teufelsberg) visibles dans la ville.